# Saint Judulus
 Saint Judulus aurait été abbé de Landévennec vers 520 selon Albert Le Grand et décapité par un seigneur du Faou dans l'église de Daoulas. Il fait partie des saints bretons plus ou moins mythiques de l'Armorique non reconnus officiellement par l'église catholique.

## Hagiographie
La légende veut qu'un seigneur du Faou, encore païen, ait commis un double crime dans l'église de Daoulas : 

« Ayant appris que les supérieurs des monastères de Cornouaille s'étaient réunis non loin de ses terres pour conférer ensemble, ce seigneur (...) se fit accompagner d'une partie de ses sujets et enfonça les portes de l'église où se trouvaient les ennemis de la fausse religion. Saint Tadec fut massacré à l'autel ; saint Judulus eut la tête tranchée au moment où il s'enfuyait vers Landévennec. Cependant Dieu vengea ses serviteurs. Un dragon horrible ravagea le bourg du Faou et ses environs, le seigneur devint la proie du malin esprit, et il fallut toute la puissance de saint Pol, évêque de Léon, pour vaincre le monstre et guérir le meurtrier. Celui-ci, devenu chrétien, en réparation de son crime fonda le monastère de Daoulas, ou des deux plaies, des deux douleurs, au lieu même où saint Judulus avait été assassiné par lui. »

Selon Albert le Grand, vers l'an 520, Judulus, abbé de Landévennec, soucieux de nommer un recteur à Brasparts, paroisse réputée païenne, envoya Jaoua, neveu de saint Pol, évêque de Léon.